# Lewis Malone Ayer

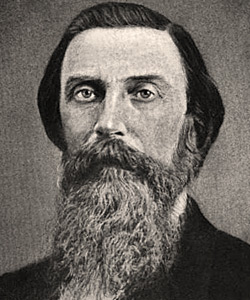
Lewis Malone Ayer junior

Lewis Malone Ayer junior (* 12. November 1821 bei Barnwell, South Carolina; † 8. März 1895 in Anderson, South Carolina) war ein US-amerikanischer Jurist, Plantagenbesitzer und Politiker. Er gehörte der Demokratischen Partei an.

## Werdegang
Lewis Malone Ayer junior wurde ungefähr sechseinhalb Jahre nach dem Ende des Britisch-Amerikanischen Krieges auf Patmos, der Plantage seines Vaters, in der Nähe von der alten Beaufort Bridge im Barnwell District geboren. Er war das dritte Kind und einziger Sohn von Lewis Malone Ayer senior (1769–1863) und seiner dritten Ehefrau Rebecca Ervin. Während des Unabhängigkeitskrieges war sein Vater als Kurierjunge für Francis Marion (1732–1795) tätig und zeichnete sich bei vielen Gelegenheiten durch seine Schlagfertigkeit aus. Sein Großvater, Thomas Ayer (1723–1781), der schottisch-irischer Abstammung war, kam in der Kindheit nach Virginia und wuchs dort auf. 1759 zog er in den Marlboro District (South Carolina), wo er eine Zeit lang ein Offizierspatent von der Krone hielt. Er war ein Mitglied der Grand Jury vom Marlboro District, welche sich sehr früh für die Unabhängigkeit aussprach. Die Tories verwüsteten während des Unabhängigkeitskrieges die Ländereien der Ayers. Zu jener Zeit floh Lewis Malone Ayer senior mit seiner damaligen Ehefrau und einem Kind sowie allen ihren weltlichen Gütern auf einem Ochsenkarren und ließ sich im Barnwell District nieder. Dort wurde er ein Plantagenmanager für einige wohlhabende Plantagenbesitzer. Im Laufe der Zeit konnte er sich dadurch als Händler und Plantagenbesitzer etablieren. Er wurde einer der wohlhabendsten Männer jener Zeit. 25 Jahre lang vertrat er seinen District im Repräsentantenhaus und Senat von South Carolina. Er verstarb im Alter von 95 Jahren.
Lewis Malone Ayer junior erhielt eine umfassende Ausbildung. Eine Zeit lang besuchte er das Mercer Institute, eine Manual Training School in Penfield (Georgia), verließ sie dann aber wieder wegen der Grausamkeit seines Lehrers. Später ging er auf die Mount Zion Academy in Winnsboro (South Carolina), welche damals von Professor James W. Hudson geleitet wurde. Ayer knüpfte dort lebenslange Freundschaften zu Dr. Francis Peyre Porcher (1824–1895) aus Charleston (South Carolina) und zum Kongressabgeordneten Preston Brooks (1819–1857), der die Kadettenkompanie kommandierte, wo er Lieutenant war. 1838 besuchte er eine Zeit lang das South Carolina College, verließ es aber vor seinem Abschluss, um an die University of Virginia zu wechseln, wo er der Herausgeber der Collegezeitung war. Er studierte Jura an der Harvard University. Während dieser Zeit besuchte er dort die Vorlesungen von Simon Greenleaf (1783–1853) und Joseph Story (1779–1845). Seine Studienzeit war von der Wirtschaftskrise von 1837 überschattet. Nach seinem Abschluss kehrte er nach Barnwell zurück und begann unter Angus Patterson (1790–1854) zu praktizieren. Später gab er aus einem unbekannten Grund seine Tätigkeit als Anwalt auf und ging einige Jahre lang landwirtschaftlichen Tätigkeiten nach.
Während seiner Anwaltstätigkeit diente er auch in der Miliz von South Carolina. Ayer bekleidete den Dienstgrad eines Colonels im 43. Regiment und später des Brigadegenerals in der 3. Division. Er war der jüngste Kommandeure der zuletzt aufgeführten Einheit. Ferner vertrat er den Distrikt im Repräsentantenhaus von South Carolina zwischen 1848 und 1856 mehrere Male. Dabei zeichnete er sich durch sein eigenständiges Denken und Handeln aus, indem er häufig Maßnahmen der Opposition vor seinen Kollegen verteidigte.
Ayer stellte zu Beginn des Grenzkrieges auf seine eigne Kosten eine Kompanie auf und rüstete sie aus. Mit dieser marschierte er dann 1856 in das Kansas-Territorium, um dort den Schutz und die Förderung der Sklaverei zu gewährleisten. Während seiner Abwesenheit schrieb ihn sein Schwager, Richter Alfred Proctor Aldrich (1814–1897), an und bat ihn um seine Zustimmung, dass er ihn für den Posten des Gouverneurs von South Carolina nominieren könnte. Ayer lehnte dies Gesuch ab, da er annahm, dass die Nominierung für den Kongresssitz seines alten Freundes Preston Brooks war. Später kandidierte er gegen Mr. Owens aus dem Barnwell District für die Nominierung im dritten Wahlbezirk von South Carolina für den US-Kongress. Er wurde schließlich 1860 in den 37. US-Kongress gewählt, nahm aber wegen der Sezession seinen Kongresssitz nicht ein. 1861 vertrat er den Barnwell District bei der Sezessionsversammlung von South Carolina als Delegierter, wo er für die Sezession seines Staates stimmte. Danach wollte er eine aktive Rolle bei der Verteidigung des Staates einnehmen, indem er half Truppen aufzustellen. Auf Anraten seiner Freunde gab er seine Ambitionen betreffend einer militärischen Laufbahn auf, um stattdessen im Konföderiertenkongress zu dienen. Er kandidierte gegen David Flavel Jamison (1810–1864), dem Vorsitzenden bei der Sezessionsversammlung, für einen Sitz im Konföderiertenkongress. Im November 1861 wurde er schließlich für den dritten Wahlbezirk von South Carolina in den ersten Konföderiertenkongress gewählt, wo er am 18. Februar 1862 seinen Posten antrat. Bei seiner Wiederwahlkandidatur kandidierte er gegen Robert Rhett (1800–1876), dem Herausgeber der Charleston Mercury. Nach seiner erfolgreichen Wahl in den zweiten Konföderiertenkongress war er dort bis 1865 tätig.
Nach dem Ende des Bürgerkrieges war er bis 1868 als Tabakvertreter in Charleston (South Carolina) tätig. Zu jenem Zeitpunkt begann er seine Plantage im Barnwell District wieder zu bewirtschaften. 1872 wurde er ein Baptistenprediger. Ayer zog 1881 nach Anderson (South Carolina), wo er ein Seminary für junge Damen gründete. Er verstarb dort 1895 und wurde dann auf dem Old Silverbrook Cemetery beigesetzt.

## Familie
Lewis Malone Ayer junior war zweimal verheiratet. Er heiratete 1842 Anna Elizabeth Patterson (1825–1862), Tochter von Hannah Frizzell Trotti (1798–1889) und Angus Patterson (1790–1854), bei dem er als Anwalt zu praktizieren begann. Das Paar bekam sieben gemeinsame Kinder: Isabel, Joseph Aiken, Alfred Aldrich (1847–1937), Lewis Malone III. (1849–1892), Thomas Raysor (1850–1919), Francis „Frank“ Trotti (1855–1883) und Anna Iris (1856–1890). Die zwei zuerst genannten Kinder verstarben in der Kindheit. Nach dem Tod seiner ersten Ehefrau heiratete er 1864 Lillie Moore (1846–1919), Tochter von Sarah Blythe (1816–1849) und Thomas Verner Moore (1818–1871). Das Paar bekam fünf gemeinsame Kinder: Malcolm, Marie Louise „Lulah“ (1865–1938), Hartwell Moore (1868–1917), Verna Blythe (1869–1952) und Paul Earle (1876–1910). Das zuerst genannte Kind verstarb in der Kindheit.